# Senátní obvod č. 3 – Cheb
Senátní obvod č. 3 – Cheb je podle zákona č. 247/1995 Sb. tvořen severní částí okresu Cheb, ohraničenou na jihu obcemi Lázně Kynžvart, Valy, Velká Hleďsebe, Drmoul a Trstěnice, a celým okresem Tachov.
Současným senátorem je od roku 2020 Miroslav Plevný, nestraník zvolený za hnutí STAN. V Senátu je členem Senátorského klubu Starostové a nezávislí. Dále působí jako člen Výboru pro vzdělávání, vědu, kulturu, lidská práva a petice.

## Senátoři
| Volby | Volby | Senátor          | Senátor         | Volební strana | Navrhující strana | Politická příslušnost | Odkaz  |
| ----- | ----- | ---------------- | --------------- | -------------- | ----------------- | --------------------- | ------ |
|       | 1996  |                  | Peter Morávek   | ČSSD           | ČSSD              | ČSSD                  | profil |
| 2002  |       | Ladislav Macák   | profil          | ČSSD           | ČSSD              | ČSSD                  |        |
| 2008  |       | Miroslav Nenutil | profil          | ČSSD           | ČSSD              | ČSSD                  |        |
| 2014  |       | Miroslav Nenutil | profil          | ČSSD           | ČSSD              | ČSSD                  |        |
|       | 2020  |                  | Miroslav Plevný | STAN           | STAN              | BEZPP                 | profil |

## Volby

### Rok 1996
První senátní volby se uskutečnily v roce 1996, na rozdíl od dvou třetin jiných obvodů, patří tento obvod mezi ty, kde se volilo na celé šestileté období. První kolo ovládl nestranický kandidát za ODS a velvyslanec ČR v Německu Jiří Gruša, který získal 38,7 % hlasů. Do druhého kola postoupil ještě Peter Morávek, kterému se nakonec vydařil značný obrat – druhé kolo s 57,9 % hlasů ovládl a stal se prvním senátorem za senátní obvod Cheb.
| Kandidát | Kandidát                  | Volební strana | Navrhující strana | Politická příslušnost | Počet hlasů (1. kolo) | %     | Počet hlasů (2. kolo) | %     |
| -------- | ------------------------- | -------------- | ----------------- | --------------------- | --------------------- | ----- | --------------------- | ----- |
|          | Peter Morávek             | ČSSD           | ČSSD              | ČSSD                  | 6 188                 | 26,97 | 14 006                | 57,81 |
|          | Mgr. Jiří Gruša           | ODS            | ODS               | BEZPP                 | 8 874                 | 38,68 | 10 221                | 42,19 |
|          | JUDr. František Podlipský | KSČM           | KSČM              | KSČM                  | 4 922                 | 21,46 | —                     | —     |
|          | Břetislav Malásek         | KDU-ČSL        | KDU-ČSL           | KDU-ČSL               | 1 379                 | 6,01  | —                     | —     |
|          | Ing. Jaroslav Kraus       | NK             | NK                | BEZPP                 | 867                   | 3,78  | —                     | —     |
|          | Ing. Oldřich Petrlík      | SZ             | SZ                | SZ                    | 441                   | 1,92  | —                     | —     |
|          | Ladislav Ochozka          | KAN            | KAN               | KAN                   | 270                   | 1,18  | —                     | —     |

### Rok 2002
Volby v roce 2002 ovládly v chebském senátním obvodu levicové strany. První kolo vyhrál komunistický kandidát Václav Černý s 26,81 % hlasů. Velmi těsně za ním zaostal starosta Tachova Ladislav Macák z ČSSD, ten potom ve druhém kole výrazně posílil, zvítězil s 64,7 % hlasů a udržel pro svoji stranu senátorské křeslo v tomto obvodě.
| Kandidát | Kandidát            | Volební strana | Navrhující strana | Politická příslušnost | Počet hlasů (1. kolo) | %     | Počet hlasů (2. kolo) | %     |
| -------- | ------------------- | -------------- | ----------------- | --------------------- | --------------------- | ----- | --------------------- | ----- |
|          | Mgr. Ladislav Macák | ČSSD           | ČSSD              | ČSSD                  | 4 273                 | 25,57 | 15 372                | 64,74 |
|          | Václav Černý        | KSČM           | KSČM              | KSČM                  | 4 480                 | 26,81 | 8 369                 | 35,25 |
|          | Mgr. Jan Volavka    | ODS            | ODS               | ODS                   | 3 328                 | 19,91 | —                     | —     |
|          | Ing. Vojtěch Šrámek | US-DEU         | US-DEU            | US-DEU                | 1 976                 | 11,82 | —                     | —     |
|          | Ing. Hana Heyduková | NK             | NK                | BEZPP                 | 1 671                 | 10,00 | —                     | —     |
|          | RNDr. Karel Nykles  | SZ             | SZ                | BEZPP                 | 741                   | 4,43  | —                     | —     |
|          | Ing. Petr Borka     | BPS            | BPS               | BPS                   | 238                   | 1,42  | —                     | —     |

### Rok 2008
Ve volbách v roce 2008 neobhajoval Ladislav Macák svůj senátorský mandát a ČSSD místo něj nasadila starostu Stříbra Miroslava Nenutila. Ten v prvním kole zvítězil, když získal 26,6 % hlasů. Kandidáti KSČM a ODS ale neuspěli, a do druhého kola tak místo nich postoupil starosta Františkových Lázní Ivo Mlátilík, který kandidoval jako nezávislý. Ve druhém kole zvítězil Nenutil se ziskem 67,4 % hlasů.
| Kandidát | Kandidát                  | Volební strana | Navrhující strana | Politická příslušnost | Počet hlasů (1. kolo) | %     | Počet hlasů (2. kolo) | %     |
| -------- | ------------------------- | -------------- | ----------------- | --------------------- | --------------------- | ----- | --------------------- | ----- |
|          | Mgr. Miroslav Nenutil     | ČSSD           | ČSSD              | ČSSD                  | 8 373                 | 26,60 | 15 879                | 67,36 |
|          | Ivo Mlátilík              | NK             | NK                | BEZPP                 | 6 933                 | 22,03 | 7 694                 | 32,63 |
|          | JUDr. František Podlipský | KSČM           | KSČM              | KSČM                  | 6 316                 | 20,07 | —                     | —     |
|          | MUDr. Jan Svoboda         | ODS            | ODS               | ODS                   | 5 838                 | 18,55 | —                     | —     |
|          | Ing. Jaromír Dušek        | SDŽ            | SDŽ               | BEZPP                 | 1 766                 | 5,61  | —                     | —     |
|          | Ing. Petr Němec           | SZ             | SZ                | SZ                    | 1 170                 | 3,71  | —                     | —     |
|          | Oldřich Dvorský           | NEZ/DEM        | NEZ/DEM           | BEZPP                 | 1 072                 | 3,40  | —                     | —     |

### Rok 2014
Čtvrté senátní volby se v tomto obvodě uskutečnily v roce 2014. Miroslav Nenutil z ČSSD v nich obhajoval svůj mandát a v prvním kole zvítězil, když získal 28,4 % hlasů. Kandidáti za KSČM a ODS opět neuspěli, ve druhém kole se proti Nenutilovi tentokrát postavil Jiří Dufka z hnutí ANO. Nenutil získal 55,4 % hlasů, a obhájil tak svůj mandát, který již od roku 1996 stále držela ČSSD.
| Kandidát | Kandidát                        | Volební strana | Navrhující strana | Politická příslušnost | Počet hlasů (1. kolo) | %     | Počet hlasů (2. kolo) | %     |
| -------- | ------------------------------- | -------------- | ----------------- | --------------------- | --------------------- | ----- | --------------------- | ----- |
|          | Mgr. Miroslav Nenutil           | ČSSD           | ČSSD              | ČSSD                  | 8 784                 | 28,41 | 6 616                 | 55,35 |
|          | Ing. Jiří Dufka                 | ANO            | ANO               | ANO                   | 6 759                 | 21,86 | 5 336                 | 44,64 |
|          | Ing. Pavel Hojda                | KSČM           | KSČM              | KSČM                  | 4 379                 | 14,16 | —                     | —     |
|          | RNDr. Ing. Jaroslav Kočvara     | ODS            | ODS               | ODS                   | 4 372                 | 14,14 | —                     | —     |
|          | RNDr. Vítězslav Padevět         | TOP 09, STAN   | TOP 09            | TOP 09                | 2 181                 | 7,05  | —                     | —     |
|          | Libor Špaček, BSc., MSc., Ph.D. | Piráti         | Piráti            | Piráti                | 1 821                 | 5,88  | —                     | —     |
|          | Ing. Václav Jakl                | Svobodní       | Svobodní          | Svobodní              | 1 529                 | 4,94  | —                     | —     |
|          | Ing. Jaroslav Bradáč            | SPO            | SPO               | SPO                   | 1 092                 | 3,53  | —                     | —     |

### Rok 2020
| Kandidát | Kandidát                          | Volební strana | Navrhující strana | Politická příslušnost | Počet hlasů (1. kolo) | %     | Počet hlasů (2. kolo) | %     |
| -------- | --------------------------------- | -------------- | ----------------- | --------------------- | --------------------- | ----- | --------------------- | ----- |
|          | prof. Dr. Ing. Miroslav Plevný    | STAN           | STAN              | BEZPP                 | 7 840                 | 27,43 | 7 323                 | 70,31 |
|          | Ing. Jaroslava Brožová Lampertová | ANO            | ANO               | ANO                   | 4 927                 | 17,24 | 3 091                 | 29,68 |
|          | Mgr. Miroslav Nenutil             | ČSSD           | ČSSD              | ČSSD                  | 4 142                 | 14,49 | —                     | —     |
|          | Markéta Monsportová               | Piráti         | Piráti            | Piráti                | 3 960                 | 13,85 | —                     | —     |
|          | RSDr. Josef Švarcbek              | KSČM           | KSČM              | KSČM                  | 2 506                 | 8,76  | —                     | —     |
|          | JUDr. Josef Kvasnička             | SPD            | SPD               | BOS                   | 2 090                 | 7,31  | —                     | —     |
|          | Ing. Jiří Sedláček                | Trikolóra      | Trikolóra         | BEZPP                 | 1 613                 | 5,64  | —                     | —     |
|          | Mgr. Svatava Štěrbová             | Zelení, SEN 21 | Zelení            | Zelení                | 1 379                 | 4,82  | —                     | —     |
|          | Ing. Martin Lojda                 | PRO Zdraví     | PRO Zdraví        | KOLONÁDA              | 119                   | 0,41  | —                     | —     |

## Volební účast
|  | nejvyšší volební účast |  | nejnižší volební účast |

| Rok  | % (1. kolo) | % (2. kolo) |
| ---- | ----------- | ----------- |
| 1996 | 25,11       | 26,29       |
| 2002 | 17,17       | 26,70       |
| 2008 | 34,75       | 24,07       |
| 2014 | 33,29       | 12,14       |
| 2020 | 30,69       | 10,77       |